# Scharabutdin Sairbekowitsch Atajew
Scharabutdin Sairbekowitsch Atajew (russisch Шарапутдин   Заирбекович Атаев; * 10. Juni 1999 in Dorgeli, Dagestan) ist ein russischer Boxer.

## Amateurkarriere
Atajew wurde 2021 und 2022 Russischer Meister im Cruisergewicht. Bei der Weltmeisterschaft 2021 in Belgrad unterlag er im Viertelfinale gegen Loren Alfonso.
2023 gewann er im Cruisergewicht mit Siegen gegen Milosav Savić, Hezron Sabat, Odai Al-Hindawi, Rogelio Romero und Loren Alfonso die Weltmeisterschaft in Taschkent. 2024 gewann er im Cruisergewicht mit einem Finalsieg gegen Aliaksei Alfiorau auch die Europameisterschaft in Belgrad.

## Profikarriere
Am 16. Februar 2024 trat er bei der Champions‘ Night des Amateurverbandes IBA in Duschanbe zum Kampf um den ersten professionellen IBA-Weltmeistertitel im Cruisergewicht an und besiegte dabei Loren Alfonso.
Am 6. September 2024 siegte er in Tscheljabinsk beim Kampf um den Titel WBA Gold im Halbschwergewicht gegen Braian Suarez.